# Godfryd Borgia
Godfryd Borgia (wł. Goffredo Borgia, kat. Jofré de Borja, hiszp. Jofré Borgia; ur. 1482, zm. 1517 w Squillace) – książę Squillace, najmłodszy syn papieża Aleksandra VI i jego kochanki Vanozzy Cattanei.

## Życiorys
Aleksander VI ze wszystkich swoich dzieci Jofrégo kochał najmniej, podejrzewał, że chłopiec nie jest jego synem, tylko synem Giorgio della Croce – męża Vanozzy. Ślub Jofrégo per procura odbył się 17 sierpnia 1493 roku w kaplicy Castel Nuovo w Neapolu (do ślubu kościelnego doszło 11 maja 1494). Jofré poślubił Sanchę Aragońską, nieślubną córkę Alfonsa II, króla Neapolu. Małżeństwo to zostało zaaranżowane, a para nie była ze sobą szczęśliwa – Sancha zdradzała męża z oboma braćmi Joffrego, Cezarem i Juanem. Jesienią 1504 roku Sancha zmarła, a Jofré poślubił swoją krewną, Marię de Mila. Z drugiego małżeństwa posiadał kilkoro dzieci. Jego losy nie są szczegółowo znane.
Joffre jest jednym z bohaterów powieści Mario Puzo pt. Rodzina Borgiów.